# Carlos X de França
Carlos X (Versalhes, 9 de outubro de 1757 – Görz, 6 de novembro de 1836) foi o Rei da França e Navarra de 1824 até sua abdicação forçada em 1830. Sucedeu ao irmão Luís XVIII e reinou por quase seis anos, até a Revolução de Julho de 1830, que forçou sua abdicação e elegeu Luís Filipe III, Duque de Orleães como o novo rei. Carlos X foi o último rei Bourbon de França.
Recebeu o título de conde de Artois, tornando-se conhecido por sua vida dissipada. Mais tarde, passou a se interessar por questões políticas e assumiu uma postura claramente conservadora. A revolução francesa, que eclodiu em 1789, forçou-o a emigrar para Inglaterra, levando-o a um conservadorismo radical.
Com a morte do irmão, Luís XVIII, em 1824, que havia restaurado a monarquia dos Bourbons na França, subiu ao trono. Tentou restaurar o Antigo Regime, o que lhe trouxe enorme impopularidade. O ministério autoritário de Villèle valeu-lhe uma impopularidade que não diminuiu nem com a vitória de Navarino nem com o advento do ministério de Martignac (1828).
Em março de 1830 começou o conflito com a assembleia, que se opunha à designação, pelo rei, de Auguste Polignac como primeiro-ministro. A Câmara dos Deputados, havendo negado voto de confiança ao ministério do Polignac, foi dissolvida, mas as eleições foram favoráveis à oposição. Apesar do êxito da expedição de Argel (4 de julho), as ordenações de 25 de julho de 1830, dissolvendo a Câmara, que por sinal ainda não se reunira, modificando a Carta e suprimindo a liberdade de imprensa, provocaram a revolução de 1830 e a abdicação do monarca em 2 de agosto.
Carlos X dirigiu-se primeiro ao Reino Unido, mudando-se depois para Praga e Görz (hoje Gorizia, na Itália), onde morreu em 6 de novembro de 1836. Devido à abdicação, sucedeu-lhe automaticamente o filho, Luís Antônio, que vinte minutos depois assinaria a própria abdicação em favor do sobrinho Henrique, Conde de Chambord, porém o congresso rejeitou essa escolha e elegeu Luís Filipe III, Duque d'Orleães como o novo rei.